# Mistrzostwa Świata 2019 w League of Legends
Mistrzostwa Świata 2019 w League of Legends – dziewiąta edycja e-sportowych Mistrzostw Świata w League of Legends, która odbyła się w trzech europejskich stolicach – Berlinie, Madrycie i Paryżu.
Drużyna FunPlus Phoenix pokonała 3:0, europejską drużynę G2 Esports. Było to pierwsze zwycięstwo drużyny FunPlus Phoenix, oraz drugie dla Chin.

## Zakwalifikowane drużyny
W mistrzostwach wzięło udział 24 drużyn z 13 lig na całym świecie.
| Region                   | LIga                   | Drużyna                | ID                     | Pula                   |
| Start w fazie grupowej   | Start w fazie grupowej | Start w fazie grupowej | Start w fazie grupowej | Start w fazie grupowej |
| ------------------------ | ---------------------- | ---------------------- | ---------------------- | ---------------------- |
| Chiny                    | LPL                    | FunPlus Phoenix        | FPX                    | 1                      |
| Chiny                    | LPL                    | Royal Never Give Up    | RNG                    | 2                      |
| Chiny                    | LPL                    | Invictus Gaming        | IG                     | 2                      |
| Europa                   | LEC                    | G2 Esports             | G2                     | 1                      |
| Europa                   | LEC                    | Fnatic                 | FNC                    | 2                      |
| Ameryka Północna         | LCS                    | Team Liquid            | TL                     | 1                      |
| Ameryka Północna         | LCS                    | Cloud9                 | C9                     | 2                      |
| Korea Południowa         | LCK                    | SK Telecom T1          | SKT                    | 1                      |
| Korea Południowa         | LCK                    | Griffin                | GRF                    | 2                      |
| Tajwan, Hong Kong, Makau | LMS                    | J Team                 | JT                     | 2                      |
| Tajwan, Hong Kong, Makau | LMS                    | ahq e-Sports Club      | AHQ                    | 2                      |
| Wietnam                  | VCS                    | GAM Esports            | GAM                    | 2                      |
| Start w fazie wstępnej   |                        |                        |                        |                        |
| Europa                   | LEC                    | Splyce                 | SPY                    | 1                      |
| Ameryka Północna         | LCS                    | Clutch Gaming          | CG                     | 1                      |
| Korea Południowa         | LCK                    | DAMWON Gaming          | DWG                    | 1                      |
| Tajwan, Hong Kong, Makau | LMS                    | Hong Kong Attitude     | HKA                    | 1                      |
| Tajwan, Hong Kong, Makau | VCS                    | Lowkey Esports         | LK                     | 2                      |
| Rosja (CIS)              | LCL                    | Unicorns of Love       | UOL                    | 2                      |
| Ameryka Łacińska         | LLA                    | Isurus Gaming          | ISG                    | 2                      |
| Turcja                   | TCL                    | Royal Youth            | RYL                    | 2                      |
| Brazylia                 | CBLOL                  | Flamengo eSports       | FLA                    | 3                      |
| Japonia                  | LJL                    | DetonatioN FocusMe     | DFM                    | 3                      |
| Oceania                  | OPL                    | Mammoth                | MMM                    | 3                      |
| Azja Południowa          | LST                    | MEGA Esports           | MG                     | 3                      |

## Faza wstępna
W fazie wstępnej (play-in) wystąpiło 12 drużyn, które zostały podzielone na 4 grupy. Drużyny grają systemem każdy z każdym, 2 razy do 1 wygranej mapy. 2 najlepsze drużyny każdej grupy rozegrały mecz o przejście do fazy grupowej. Mecze zostały rozegrane w studio LEC w Berlinie.

### Grupa A
| Drużyna          | W | P |
| ---------------- | - | - |
| Clutch Gaming    | 2 | 2 |
| Unicorns Of Love | 2 | 2 |
| MAMMOTH          | 2 | 2 |

### Grupa B
| Drużyna            | W | P |
| ------------------ | - | - |
| Splyce             | 3 | 1 |
| Isurus             | 2 | 2 |
| DetonatioN FocusMe | 1 | 3 |

### Grupa C
| Drużyna            | W | P |
| ------------------ | - | - |
| Hong Kong Attitude | 3 | 1 |
| Lowkey Esports     | 2 | 2 |
| MEGA               | 1 | 3 |

### Grupa D
| Drużyna          | W | P |
| ---------------- | - | - |
| DAMWON Gaming    | 4 | 0 |
| Royal Youth      | 1 | 3 |
| Flamengo Esports | 1 | 3 |

W grupie A rozegrane zostały dwie dogrywki Unicorns Of Love wygrało z MAMMOTH, a Clutch Gaming z Unicorns Of Love. W grupie D Royal Youth pokonało Flamengo Esports.

### Mecze o awans
2 najlepsze drużyny każdej grupy w fazie wstępnej zagrały ze sobą w systemie do 3 wygranych map o awans do fazy grupowej.
| Data           | Drużyna 1          | Wynik | Wynik | Drużyna 2        |
| -------------- | ------------------ | ----- | ----- | ---------------- |
| 7 października | DAMWON Gaming      | 3     | 1     | Lowkey Esports   |
| 7 października | Clutch Gaming      | 3     | 0     | Royak Youth      |
| 8 października | Hong Kong Attitude | 3     | 1     | Isurus Gaming    |
| 8 października | Splye              | 3     | 2     | Unicorns of Love |

## Faza grupowa
W fazie grupowej wystąpiło 16 drużyn, które zostały podzielone na 4 grupy. Drużyny zagrały systemem każdy z każdym do 1 wygranej mapy. 2 najlepsze drużyny każdej grupy awansowały do fazy pucharowej. Mecze zostały rozegrane w Verti Music Hall w Berlinie.

### Grupa A
| Drużyna            | W | P |
| ------------------ | - | - |
| Griffin            | 5 | 1 |
| G2 Esports         | 5 | 1 |
| Cloud9             | 2 | 4 |
| Hong Kong Attitude | 0 | 6 |

### Grupa B
| Drużyna         | W | P |
| --------------- | - | - |
| FunPlus Phoenix | 4 | 2 |
| Splyce          | 4 | 2 |
| J Team          | 3 | 3 |
| GAM Esports     | 1 | 5 |

### Grupa C
| Drużyna             | W | P |
| ------------------- | - | - |
| SK Telecom T1       | 5 | 1 |
| Fnatic              | 4 | 2 |
| Royal Never Give Up | 3 | 3 |
| Clutch Gaming       | 0 | 6 |

### Grupa D
| Drużyna          | W | P |
| ---------------- | - | - |
| DAMWON Gaming    | 5 | 1 |
| Invictus Gaming  | 4 | 3 |
| Team Liquid      | 3 | 3 |
| ahq eSports Club | 0 | 6 |

W grupie A Griffin wygrało dogrywkę z G2 Esports, w grupie B FunPlus Phoenix wygrało ze Splyce.

## Faza Pucharowa
|  |                               |                 |                           |                           |   |                 |                           |          |  |  |       |       |       |
|  | Ćwierćfinał                   | Ćwierćfinał     | Ćwierćfinał               |                           |   | Półfinał        | Półfinał                  | Półfinał |  |  | Finał | Finał | Finał |
|  | Ćwierćfinał                   | Ćwierćfinał     | Ćwierćfinał               |                           |   | Półfinał        | Półfinał                  | Półfinał |  |  | Finał | Finał | Finał |
|  | 27 października 2019 – Madryt |                 |                           |                           |   |                 |                           |          |  |  |       |       |       |
|  |                               |                 |                           |                           |   |                 |                           |          |  |  |       |       |       |
|  | DAMWON Gaming                 | DAMWON Gaming   | 1                         |                           |   |                 |                           |          |  |  |       |       |       |
|  | DAMWON Gaming                 | DAMWON Gaming   | 1                         | 3 listopada 2019 – Madryt |   |                 |                           |          |  |  |       |       |       |
|  | G2 Esports                    | G2 Esports      | 3                         |                           |   |                 |                           |          |  |  |       |       |       |
|  | G2 Esports                    | G2 Esports      | 3                         |                           |   | G2 Esports      | G2 Esports                | 3        |  |  |       |       |       |
|  | 27 października 2019 – Madryt |                 |                           |                           |   | G2 Esports      | G2 Esports                | 3        |  |  |       |       |       |
|  |                               |                 | SK Telecom T1             | SK Telecom T1             | 1 |                 |                           |          |  |  |       |       |       |
|  | SK Telecom T1                 | SK Telecom T1   | SK Telecom T1             | SK Telecom T1             | 1 | 3               |                           |          |  |  |       |       |       |
|  | SK Telecom T1                 | SK Telecom T1   |                           |                           |   | 3               | 10 listopada 2019 – Paryż |          |  |  |       |       |       |
|  | Splyce                        | Splyce          | 1                         |                           |   |                 |                           |          |  |  |       |       |       |
|  | Splyce                        | Splyce          | 1                         |                           |   | G2 Esports      | G2 Esports                | 0        |  |  |       |       |       |
|  | 26 października 2019 – Madryt |                 |                           |                           |   | G2 Esports      | G2 Esports                | 0        |  |  |       |       |       |
|  |                               |                 | FunPlus Phoenix           | FunPlus Phoenix           | 3 |                 |                           |          |  |  |       |       |       |
|  | Griffin                       | Griffin         | FunPlus Phoenix           | FunPlus Phoenix           | 3 | 1               |                           |          |  |  |       |       |       |
|  | Griffin                       | Griffin         | 2 listopada 2019 – Madryt |                           |   | 1               |                           |          |  |  |       |       |       |
|  | Invictus Gaming               | Invictus Gaming | 3                         |                           |   |                 |                           |          |  |  |       |       |       |
|  | Invictus Gaming               | Invictus Gaming | 3                         |                           |   | Invictus Gaming | Invictus Gaming           | 1        |  |  |       |       |       |
|  | 26 października 2019 – Madryt |                 |                           |                           |   | Invictus Gaming | Invictus Gaming           | 1        |  |  |       |       |       |
|  |                               |                 | FunPlus Phoenix           | FunPlus Phoenix           | 3 |                 |                           |          |  |  |       |       |       |
|  | FunPlus Phoenix               | FunPlus Phoenix | FunPlus Phoenix           | FunPlus Phoenix           | 3 | 3               |                           |          |  |  |       |       |       |
|  | FunPlus Phoenix               | FunPlus Phoenix |                           |                           |   |                 |                           |          |  |  |       |       |       |
|  | Fnatic                        | Fnatic          | 1                         |                           |   |                 |                           |          |  |  |       |       |       |
|  | Fnatic                        | Fnatic          | 1                         |                           |   |                 |                           |          |  |  |       |       |       |

Źródło. Najlepsza czwórka:
| Miejsce | Zespół          | Gracze                  | Gracze                    | Gracze                 | Gracze                 | Gracze               | Nagrody pieniężne |
| Miejsce | Zespół          | Top                     | Dżungla                   | Środek                 | ADC                    | Wsparcie             | Nagrody pieniężne |
| ------- | --------------- | ----------------------- | ------------------------- | ---------------------- | ---------------------- | -------------------- | ----------------- |
| 1       | FunPlus Phoenix | Gimgoon (Kim Han-saem)  | Tian (Gao Tianliang)      | Doinb (Kim Tae-sang)   | Lwx (Lin Weixiang)     | Crisp (Liu Qingsong) | 834,375 $         |
| 2       | G2 Esports      | Wunder (Martin Hansen)  | Jankos (Marcin Jankowski) | Caps (Rasmus Winther)  | Perkz (Luka Perković)  | Mikyx (Mihael Mehle) | 300,375 $         |
| 3-4     | Invictus Gaming | TheShy (Kang Seung-rok) | Ning (Gao Zhenning)       | Rookie (Song Eui-jin)  | JackeyLove (Yu Wenbo)  | Baolan (Wang Liuyi)  | 155,750 $         |
| 3-4     | Invictus Gaming | TheShy (Kang Seung-rok) | Leyan (Lu Jue)            | Rookie (Song Eui-jin)  | JackeyLove (Yu Wenbo)  | Baolan (Wang Liuyi)  | 155,750 $         |
| 3-4     | SK Telecom T1   | Khan (Kim Dong-ha)      | Clid (Kim Tae-min)        | Faker (Lee Sang-hyeok) | Teddy (Park Jin-seong) | Effort (Lee Sang-ho) | 155,750 $         |
| 3-4     | SK Telecom T1   | Khan (Kim Dong-ha)      | Clid (Kim Tae-min)        | Faker (Lee Sang-hyeok) | Teddy (Park Jin-seong) | Mata (Cho Se-hyeong) | 155,750 $         |

## Nagrody
Członkowie zwycięskiej drużyny podnieśli Puchar Przywoływacza, zdobywając tytuł Mistrzów Świata League of Legends 2019. Oprócz tego zdobyli nagrodę pieniężną w wysokości ponad 834 tys. dolarów. Gracz Gao "Tian" Tian-Liang ze zwycięskiej drużyny został wybrany najlepszym graczem turnieju.